# Cüneyt Özdemir
Cüneyt Özdemir (Ankara, 8 febbraio 1970) è un giornalista, regista televisivo e scrittore turco.

## Biografia
Si laurea in giornalismo all'università di Ankara nel 1991. Intraprende la carriera di giornalista presso ATV nel 1992. Conduce i telegiornali di Kanal D (2014-2015) e CNN Turk (dal 1999). 
Si è sposato nel 2011 con Zeynep İnanoğlu. È considerato la versione maschile di Nazlı Tolga.

## Programmi televisivi
- Kız Kulesi Efsanesi
- Meşin Yuvarlağın Türkiye Serüveni
- Festival
- Araba Sevdası
- Herkesin Babasının Anlatacak Bir Hikayesi Var
- Paranın Serüveni
- Suya Vurulan Altın Kelepçe
- Sağır Oda
- Kurtlar Vadisi
- Cüneyt Özdemir ile 5N1K (dal 1999)
- Cüneyt Özdemir ile Kanal D Ana Haber (2014-2015)